# Tegalasri
Tegalasri is een bestuurslaag in het regentschap Blitar van de provincie Oost-Java, Indonesië. Tegalasri telt 7200 inwoners (volkstelling 2010).